# Kerstin Gillsbro
Kerstin Elisabeth Gillsbro, född 24 september 1961, är en svensk företagsledare som är VD för Jernhusen AB sedan den 1 oktober 2010. Hon är också ledamot i styrelsen för Stena Fastigheter AB.
Gillsbro har tidigare haft olika chefsbefattningar inom NCC Aktiebolag.
Hon avlade en civilingenjörsexamen.